# Ikalis härad
Ikalis härad är ett härad i Birkaland, tidigare i Åbo och Björneborgs respektive Västra Finlands län.
Ytan (landsareal) var 4310,4 km² 1910; häradet hade 31 december 1908 50.745 invånare med en befolkningstäthet av 11,8 inv/km².

## Ingående kommuner
De ingående landskommunerna var 1910 som följer:
- Honkajoki
- Ikalis köping, finska: Ikaalinen
- Ikalis landskommun, finska: Ikaalisten maalaiskunta
- Jämijärvi
- Kankaanpää
- Karvia
- Parkano
- Tavastkyro, finska: Hämeenkyrö
- Viljakkala

Som en följd av kommunsammanslagningar och överföringar mellan härader består häradet sedan 2007 av Ikalis och Parkano städer samt Kihniö och Tavastkyro kommuner.